# 游明根
游 明根（ゆう めいこん、419年 - 499年）は、北魏の官僚・軍人。字は志遠。本貫は広平郡任県。

## 経歴
北燕の仮の広平郡太守の游幼の子として生まれた。北燕が北魏に滅ぼされると、明根は郷里に帰った。游雅の推挙を受けて、太武帝により中書学生に抜擢された。皇太子拓跋晃が監国となると、明根は公孫叡（公孫軌の子）とともに主書となった。
文成帝が即位すると、都曹主書に転じ、安楽男の爵位を受け、寧遠将軍の号を受けた。仮の員外散騎常侍・冠軍将軍となり、安楽侯の爵位に進んだ。461年（和平2年）、南朝宋に対する使者をつとめ、直使明僧暠相對。翌462年（和平3年）および463年（和平4年）にも宋に入り、宋の孝武帝に長者と称されて、送迎の礼を受けた。献文帝の初年、冠軍将軍のまま東青州刺史として出向し、員外常侍の位を加えられた。後に散騎常侍・平東将軍・都督兗州諸軍事・瑕丘鎮将に転じた。まもなく東兗州刺史に任じられ、新泰侯の爵位に改められた。
孝文帝の初年、入朝して給事中となり、儀曹長に転じ、散騎常侍の位を加えられた。孝文帝が南征の軍を起こすと、明根は仮の安南将軍・儀曹尚書となり、広平公の爵位に進み、梁郡王拓跋嘉とともに軍の参謀をつとめた。後に兗州の民が反乱を起こすと、明根が説得工作にあたった。480年（太和4年）、孝文帝の命により海西・朐城・連口の3道から諸軍を南征させると、明根が南征軍の総指揮をとった。平城に帰ると、正式に尚書となり、散騎常侍の位を加えられた。
南朝斉との関係が断絶していたため、孝文帝が通交の是非を群臣たちに議論させると、陸叡とともに通交の回復を支持したため、孝文帝はその意見に従った。490年（太和14年）、文明太后が死去すると、群臣たちが皇帝の公務を滞らせないために喪礼を簡略化するよう強く請願したため、孝文帝は尚書の明根や高閭らを往来させて聴政する形式をとった。明根は尚書のまま大鴻臚卿に転じ、河南王元幹の師をつとめた。律令の制定に参与し、しばしば直言や諫言をおこなった。
492年（太和16年）、侯の爵位を伯に降格された。老齢を理由に致仕を願い出て、再三にわたり、ようやく許された。五更となり、辟雍の礼を行われた。後に郷里の広平に帰った。孝文帝が鄴に行幸すると、明根は行宮におもむいて謁見を受けた。病床に伏せるようになると、孝文帝が病状を問わせ、太医を派遣して薬を送らせた。499年（太和23年）、明根は家で死去した。享年は81。光禄大夫の位を追贈され、金章紫綬を加えられた。諡は靖侯といった。
子の游肇が爵位を嗣いだ。

## 伝記資料
- 『魏書』巻55 列伝第43
- 『北史』巻34 列伝第22